# Barbados Defence Force
Die Barbados Defence Force (deutsch „Verteidigungskräfte von Barbados“) sind die Streitkräfte von Barbados. Das Hauptquartier befindet sich in St. Ann’s Fort in The Garrison, Saint Michael.
Sie verfügten 2021 über 610 Soldaten (500 Heer, 110 Küstenwache) und 430 Reservisten.

## Geschichte
Die Streitkräfte wurden am 15. August 1979 als völlig eigenständige militärische Einheit neben der seit 1835 bestehenden Royal Barbados Police Force gegründet.
Im Jahr 2009 nahmen die Barbados Defence Forces erstmals bei einer Übung mit anderen Streitkräften teil.

## Organisation
Barbados’ Streitkräfte gliedern sich in
- Force Headquarters
- The Barbados Regiment (mit einer zusätzlichen Reserveeinheit) und die
- Barbados Coast Guard

Formale Oberbefehlshaberin der Streitkräfte von Barbados ist Präsidentin Sandra Mason. Die Barbados Defence Force untersteht direkt dem Büro des Premierministers.
Der Verteidigungshaushalt beträgt umgerechnet 39,8 Millionen US-$, was 0,9 % des Staatshaushalts entspricht.

## Ausrüstung
Die Barbados Coast Guard verfügt seit 2007/8 über drei Patrouillenboote des Typs Damen Stan 4207, die HMBS Leonard C Banfield, die HMBS Rudyard Lewis und die HMBS Trident. Außerdem betreibt die Küstenwache ein Boot der Dauntless-Klasse und zwei Boote des Typs Damen Stan 1204.